# یاسوتومی نیشیزوکا
یاسوتومی نیشیزوکا (انگلیسی: Yasutomi Nishizuka؛ ۱۲ ژوئیهٔ ۱۹۳۲ – ۴ نوامبر ۲۰۰۴) یک دانشمند اهل ژاپن بود.
وی همچنین برنده جوایزی همچون جایزه کیوتو شده است.